# San Ambrosio
San Ambrosio is een eiland gelegen in de Grote Oceaan, het maakt deel uit van de Desventuradaseilanden die tot Chili behoren. Het eiland heeft een oppervlakte van 2,2 km² en behoort administratief tot de gemeente Valparaíso.
Het eiland ligt 19 kilometer van het naburige eiland San Félix.

## Geschiedenis
Het werd ontdekt door Hernando de Magallanes in 1520.

## Beschrijving
San Ambrosio rijst bijna overal als kliffen uit de zee op, is 4 kilometer lang en 850 meter breed, en voornamelijk basaltachtig. Het is een massief, waarvan het hoogste punt ongeveer 254 meter hoog is en naar het noorden afneemt tot 100 meter. De vlakte is omgeven door kleine ravijnen. Er zijn geen stranden en de kliffen vallen direct in zee, waardoor de toegang moeilijk is. Net als San Félix is ook deze van vulkanische oorsprong en maken beide eilanden maken deel uit van de vulkanische keten van Paaseiland.
Het eiland ligt in de mariene ecoregio Juan Fernández en Desventuradas.